# Arequito
Arequito är en ort i Argentina.   Den ligger i provinsen Santa Fe, i den centrala delen av landet, 300 kilometer nordväst om huvudstaden Buenos Aires. Arequito ligger 97 meter över havet och antalet invånare är 6 934.
Terrängen runt Arequito är mycket platt. Runt Arequito är det ganska glesbefolkat, med 25 invånare per kvadratkilometer..
Trakten runt Arequito består till största delen av jordbruksmark.